# Abutilon macropodum
Abutilon macropodum är en malvaväxtart som beskrevs av Jean Baptiste Antoine Guillemin och Perr.. Abutilon macropodum ingår i släktet klockmalvor, och familjen malvaväxter. Inga underarter finns listade i Catalogue of Life.